# Žofie Kabelková
Žofie Kabelková (* 13. ledna 1983 Jihlava) je česká písničkářka a zpěvačka.
Zpívala s několika kapelami (Los Folkloristas, Čerstway vzduch), jako samotná písničkářka s kytarou jezdí od roku 1998 na festivaly (např. Folkový kvítek, Porta, Zahrada, Křídla), občas ji doprovázeli kytarista Tomáš Honsa a baskytarista Petr Vacek. V roce 2003 vydala své písničkářské album Žiju, od té doby ale spíše jen zpívá, v současné době[kdy?] v amatérské skupině Chakra Bandoleros a s Panoptikem, sdružením tří písničkářů (Žofie Kabelková, Ivo Cicvárek, Marcel Kříž a jejich doprovodná kapela).
Spolu s písničkářkami Martinou Trchovou a Magdou Brožkovou tvoří humorné trio Ježibabinec.
V roce 2002 zpívala v animovaném filmu Báječná show.
V roce 2007 ukončila bakalářské studium češtiny na FF MUNI v Brně, v letech 2008-2014 připravovala pořad Regionáda
v Českém rozhlase, Region - Vysočina.
V současnosti koncertuje buď sama nebo s flétnistkou Petrou Klementovou.

## Diskografie
- Osobně, 2001, demo
- Žiju, Indies Records, 2003
- Panoptikum, Indies Records, 2005, s Panoptikem
- Peřiny z vody, Malé vydavatelství na plovoucí kře, 2009

Hostovala také na dvou albech Ivo Cicvárka Vidět víc (2000) a V letadle (2002) a albech Martiny Trchové Maxisingl (2003) a Čerstvě natřeno (2005).
Je k slyšení také na samplerech Indies Records (2003), Zahrada písničkářů (2002) a Folkový kvítek 2001 (2001) a na soundtracku k filmu Báječná show (2002, VHS 2002, DVD 2003). Účinkuje také v singlu a klipu Michaela Foreta V síti.